# عنکبوت‌های پاشانه‌ای
عنکبوت‌های پاشانه‌ای(نام علمی: Theridiidae) نام یک تیره از راسته عنکبوت است.